# Middlesex (New Jersey)
Pour les articles homonymes, voir Middlesex.
Middlesex est un borough du comté de Middlesex au New Jersey.

## Population
La population de la ville s'élevait à 13 635 habitants en 2010.